# Hermann Steinfurth

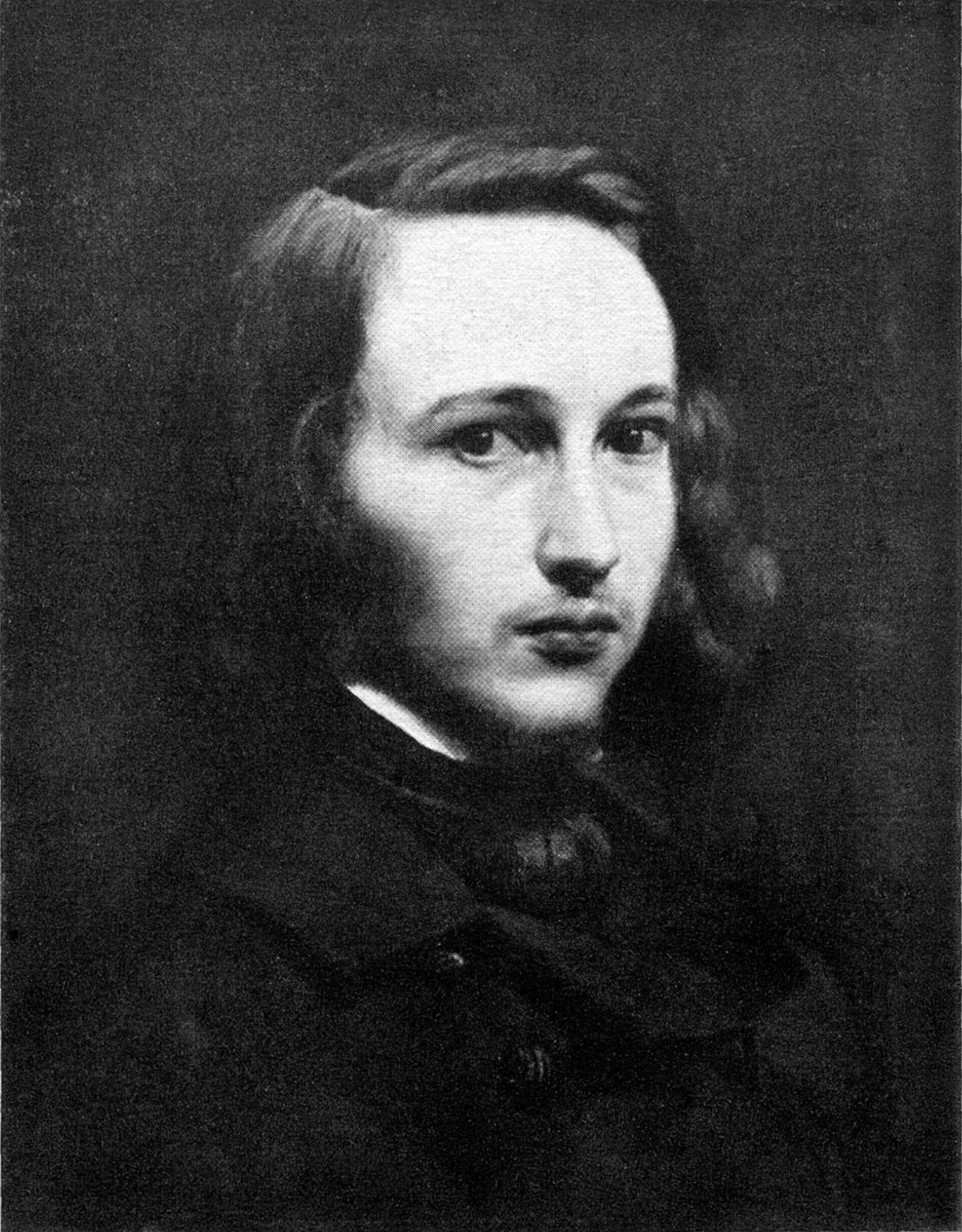
Schwarz-Weiß-Abbildung eines Selbstporträts, Hamburger Kunsthalle

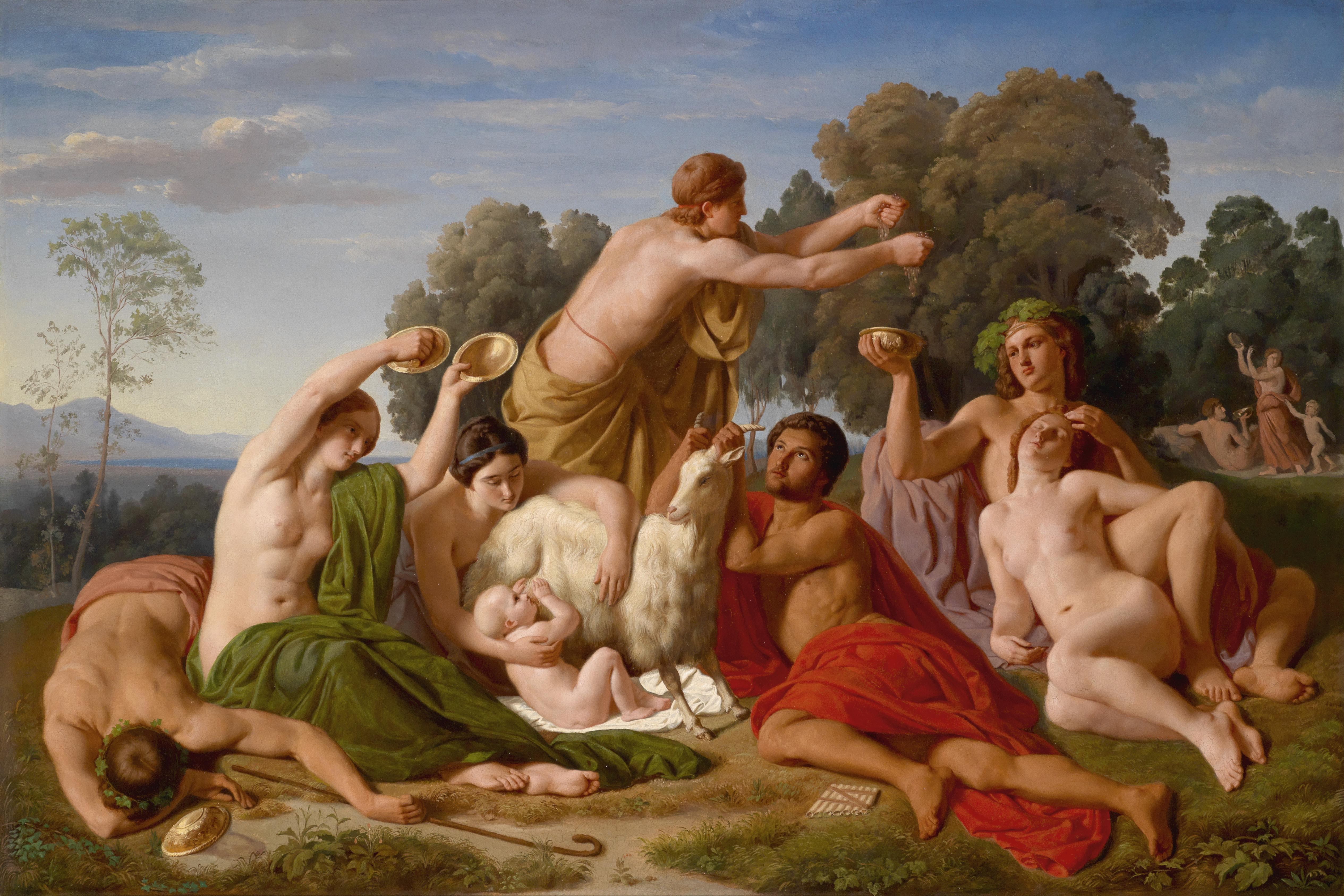
Die Erziehung des Jupiter auf dem Berge Ida auf Kreta, 1846

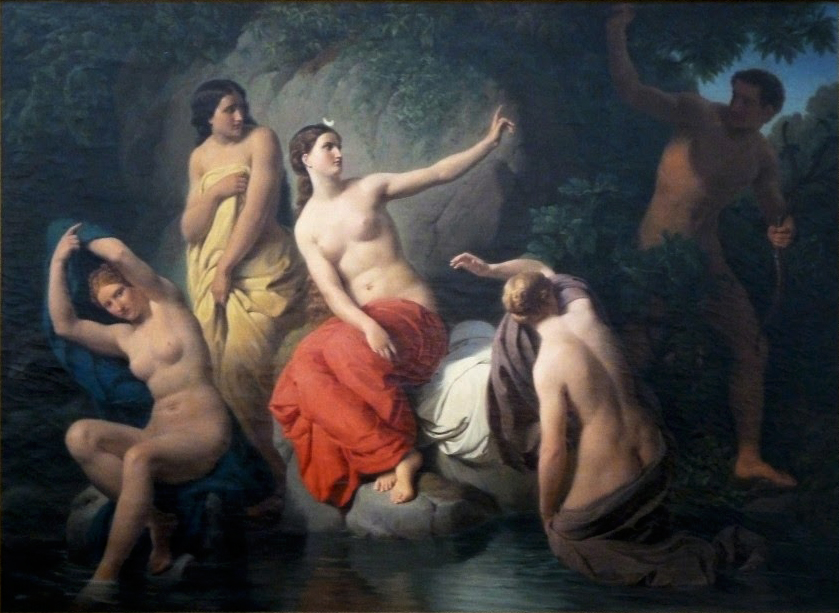
Diana wird von Aktäon im Bade überrascht, 1847, Hamburger Kunsthalle

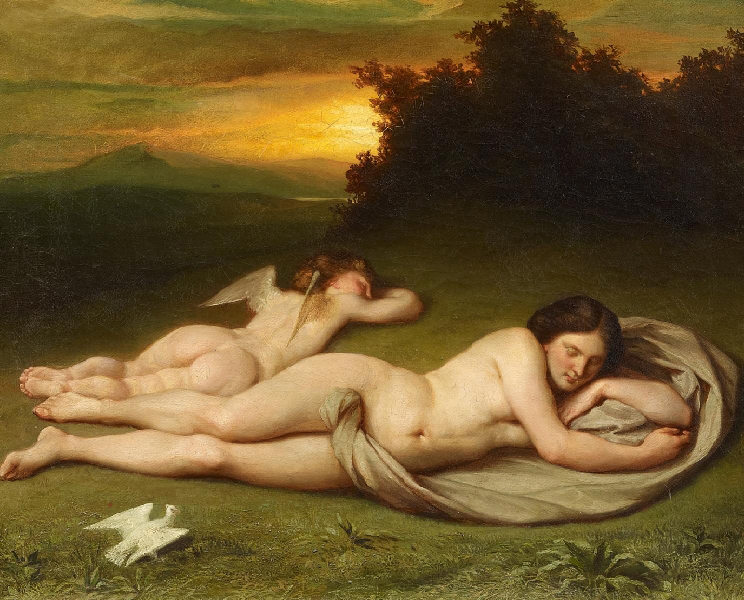
Schlafende Venus und Amor (Hermann Steinfurth zugeschrieben)

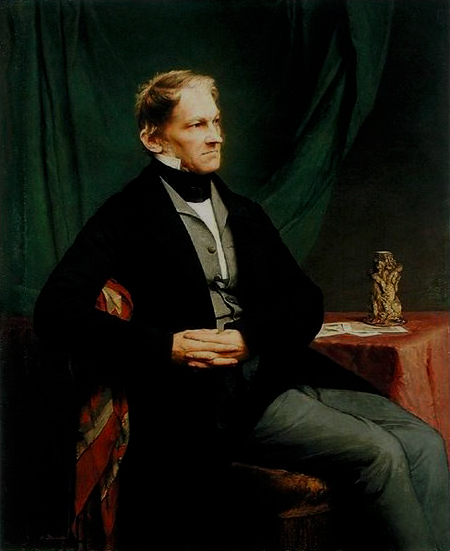
Porträt Georg Ernst Harzen, Hamburger Kunsthalle

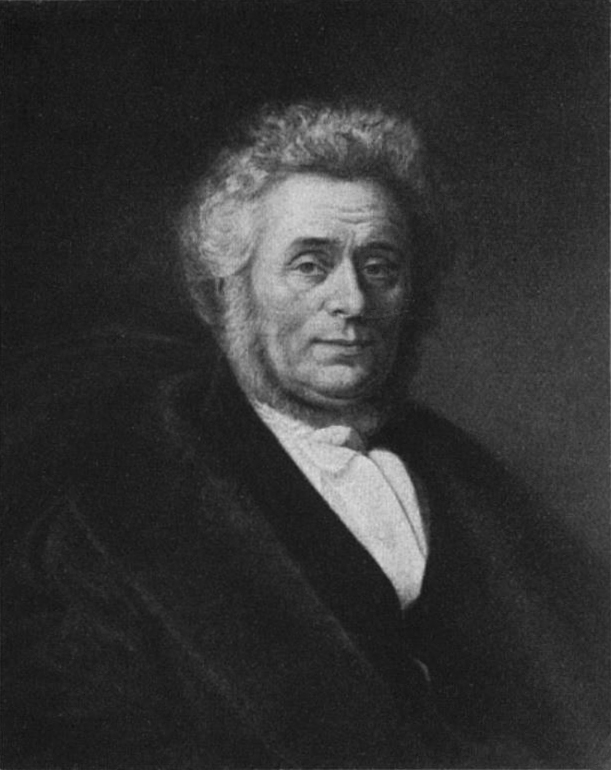
Schwarz-Weiß-Abbildung des Porträts von Johann Matthias Commeter, nach einem Porträt des Malers Robert Schneider, 1876, Hamburger Kunsthalle

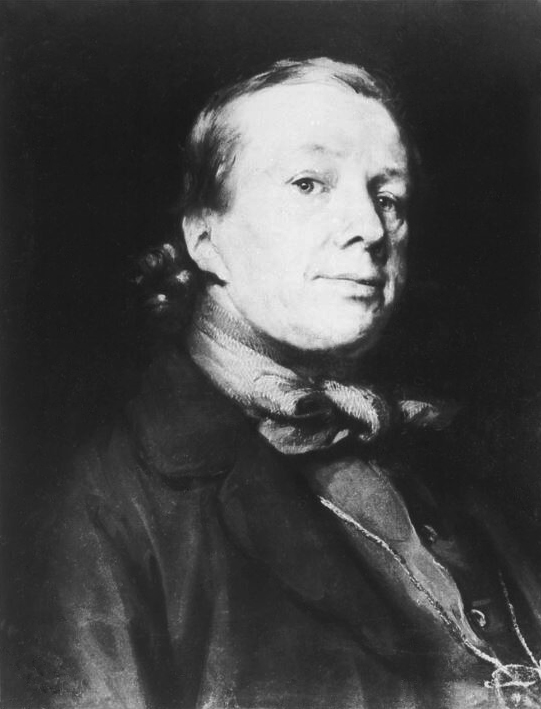
Schwarz-Weiß-Abbildung des Porträts von Hermann Wilhelm Soltau, vor 1861, Hamburger Kunsthalle

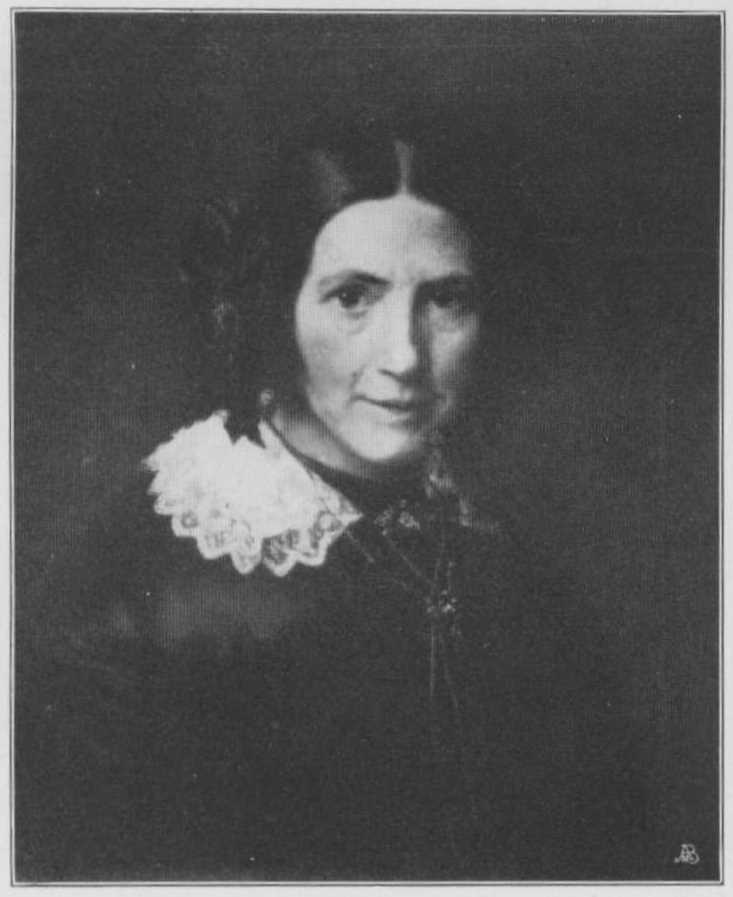
Schwarz-Weiß-Abbildung des Porträts einer Dame in Schwarz, vor 1865, ausgestellt 1906 in Berlin, Hamburger Kunsthalle

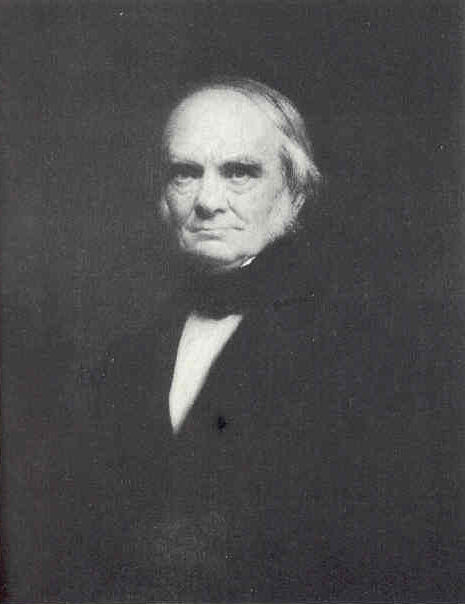
Schwarz-Weiß-Abbildung des Porträts von Christian Petersen, vor 1873, Staats- und Universitätsbibliothek Hamburg

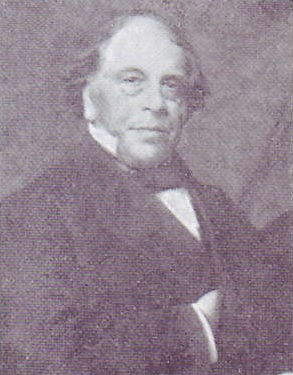
Ausschnitt einer monochromen Abbildung des Porträts von August Abendroth, vor 1868, Hamburger Kunsthalle

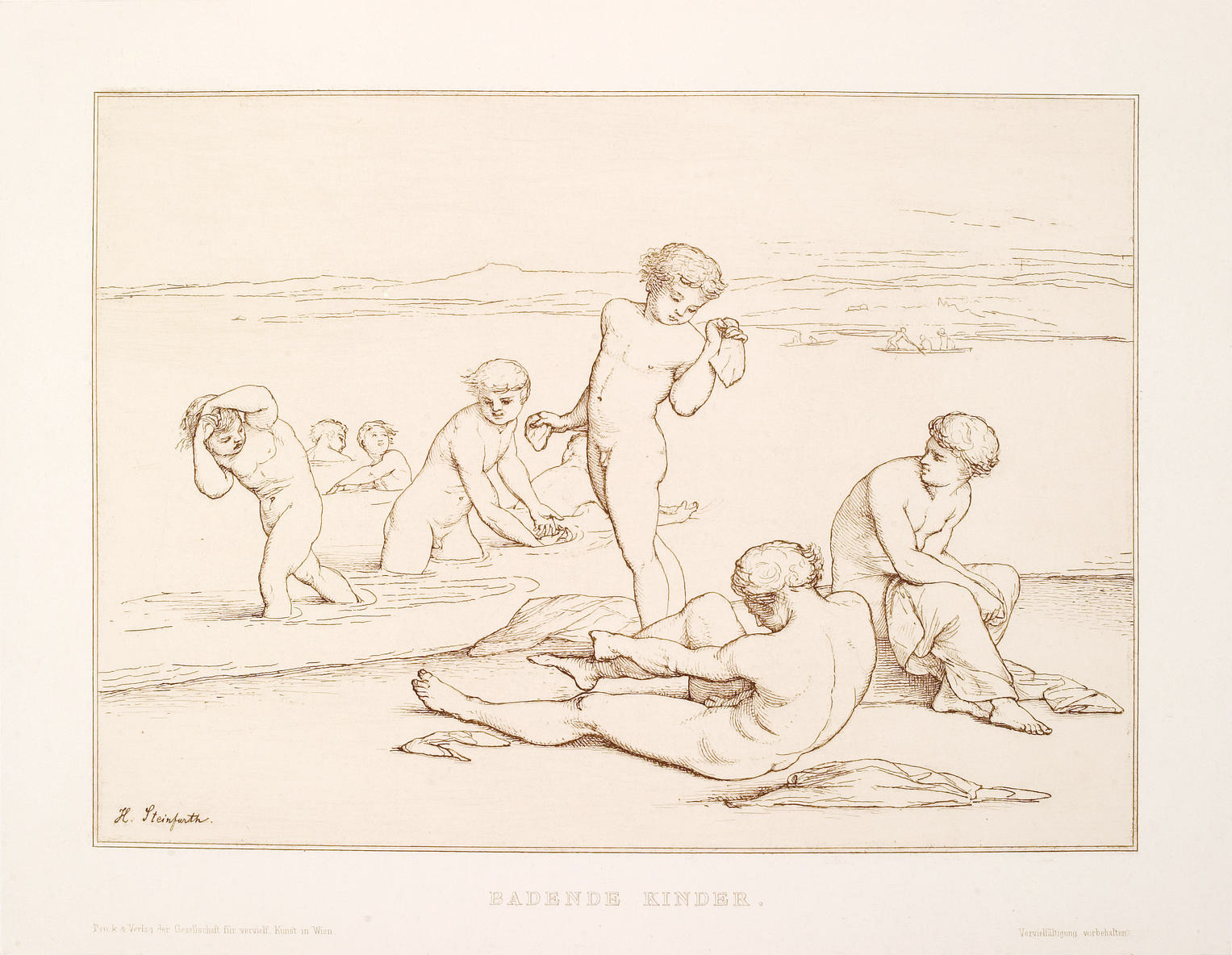
Badende Kinder, heliografische Reproduktion

Hermann Steinfurth (* 18. Mai 1823 oder 1824 in Hamburg; † 7. Februar 1880 ebenda) war ein deutscher Maler und Grafiker der Düsseldorfer Malerschule und der Hamburger Schule.

## Leben
Hermann Steinfurth wurde als Sohn des Eisen- und Kurzwarenhändlers Friedrich Steinfurth am 18. Mai 1823 oder 1824 in Hamburg geboren. Seine erste künstlerische Ausbildung erhielt er von Gerdt Hardorff dem Älteren, der an der Gelehrtenschule des Johanneums Zeichenlehrer war. 1841 reiste er nach Düsseldorf, wo er als Privatschüler bei Karl Ferdinand Sohn Porträtmalerei studierte und danach an der Kunstakademie Düsseldorf bei Friedrich Wilhelm von Schadow in der 1. Malklasse. Es folgte eine Studienreise nach Belgien und in die Niederlande, wo er Bildnisse von Anthonis van Dyck kopierte, um seine Fertigkeiten in der Porträtkunst zu verfeinern. 1847 kehrte er nach Hamburg zurück. Er hatte sein Atelier in der Straße Herrengraben 97 am Herrengrabenfleet, wo auch das Geschäft seines Vaters nach dem Großen Brand von 1842 war (das alte Wohn- und Geschäftshaus Mühlenbrücke 139 brannte ab) und auch sein Bruder Friedrich wohnte.
1848 gewann Hermann Steinfurth einen vom Hamburger Künstlerverein veranstalteten Wettbewerb und bekam dadurch den Auftrag, das dreiteilige Altarbild für die neue Hauptkirche Sankt Petri zu malen. Um Studien für das Altarbild zu machen, reiste er nach München und Düsseldorf und malte schließlich das dreiteilige Altarbild in Düsseldorf, wo er im Jahr 1850 in der Meisterklasse von Josef Wintergerst wieder an der Kunstakademie Historienmalerei studierte. Als er mit dem Auftrag fertig war, lieferte er das Bild ab, das 1851 vom Hamburger Künstlerverein der Hauptkirche Sankt Petri gestiftet wurde. Auf dem Mittelteil befand sich die Auferstehung Christi. Das Mittelteil wurde im Zweiten Weltkrieg bei einem der Luftangriffe der Operation Gomorrha zerstört. Die Kirche selbst blieb aber sonst weitgehend unbeschadet. Auch die Seitenteile blieben unbeschadet. Auf dem linken Teil ist der Apostel Petrus abgebildet, nach der Apostelgeschichte 10,14, und auf dem rechten Teil Paulus, nach Römer 14,17. Unten auf dem Bild von Paulus befindet sich die Inschrifttafel mit der Inschrift:

„Als Altarbild gestiftet in die Sanct Petrikirche vom Hamburger Künstlerverein Anno Domini 1851“

1851 trat er eine längere Reise durch Deutschland, Österreich und Italien an. Seit 1853 wirkte er in Hamburg, nur durch gelegentliche kleine Reisen unterbrochen. 1863 hatte sein Vater das Geschäft aufgegeben und Hermann Steinfurth hatte nun sein Atelier in der Bohnenstraße 17, wohnte aber Bohnenstraße 3. 1867 wohnte er dort immer noch, hatte aber sein Atelier in der Fuhlentwiete 92. 1870 bis 1877 wohnte und arbeitete er Koppel 93 und 94. Von 1877 bis zu seinem Tod wohnte und arbeitete er dann in der Lüneburger Straße 3 (jetzt Stralsunder Straße 3) am Hansaplatz im zweiten Stock.
1877 bot er an, an der 1862 von der Patriotischen Gesellschaft gegründeten Gewerbeschule, die sich im Gebäude des Museums für Kunst und Gewerbe befand und die Vorläuferin der heutigen Hochschule für bildende Künste Hamburg war, eine Klasse fürs Aktzeichnen zu leiten. Sie sollte zur Vorbereitung für diejenigen sein, die sich auf den Besuch einer Kunstschule vorbereiteten. Das Angebot wurde angenommen und die Klasse eingerichtet mit ihm als Lehrer. Der lebenslang unverheiratet gebliebene Hermann Steinfurth unterrichtete dort bis 1880 und verstarb nach einem schweren Leiden am 7. Februar desselben Jahres im Alter von 56 Jahren in Hamburg. Er vermachte der Hamburger Kunsthalle, der er im Vorjahr schon ein Gemälde schenkte, einige Ölgemälde. Die Kunsthalle ehrte ihn daraufhin mit einer Gedächtnisausstellung.
Hermann Steinfurth war Mitglied des Hamburger Künstlervereins sowie des Kunstvereins in Hamburg und war bei beiden Vereinen eine Zeit lang Vorsitzender. Zudem war er Mitglied im Düsseldorfer Künstlerverein Malkasten, dessen Vorgängerverein Crignic er seit 1846 auch schon angehörte. Er war Gründungsmitglied und Stellvertretender Vorsitzender des Düsseldorfer Schachvereins, dessen ersteres Schachturnier beim Künstlerverein Malkasten 1855 stattfand. Später gehörte er dem Kuratorium der 1871 gegründeten Gesellschaft für vervielfältigende Kunst in Wien an. Er war zudem auch Mitglied der Allgemeinen Deutschen Kunstgenossenschaft.

## Schüler (Auswahl)
- Julie de Boor

## Ausstellungen (Auswahl)
- 1845: 4. Gemäldeausstellung in Bremen[15]
- 1846: Hamburger Gemäldeausstellung – Ölgemälde Die Erziehung des Jupiter[16]
- 1847: Ausstellung in Hamburg – Ölgemälde Diana und Aktäon (Diana wird von Aktäon im Bade überrascht)
- 1849: Ausstellung bei der Eröffnung der neuen Kunsthalle Bremen[15]
- 1854: 9. Große Ausstellung des Kunstvereins in Bremen in der Kunsthalle Bremen[17]
- 1867: Ausstellung des Österreichischen Kunstvereins in Wien – Sechs Bleistiftzeichnungen zu Prometheia[18]
- 1879: 53. Ausstellung der Königlich Preußischen Akademie der Künste im provisorischen Ausstellungsgebäude (Kunstbaracke) in Berlin – Ölgemälde: Porträt des Malers Hermann Kauffmann[19]

Postum
- 1880: Hermann Steinfurth Nachlass- oder Gedächtnisausstellung in der Hamburger Kunsthalle durch den Hamburger Künstlerverein von 1832 und die Allgemeine Deutsche Kunstgenossenschaft (Einzelausstellung)
- 1893: Internationale Ausstellung der graphischen Künste im Künstlerhaus Wien – Lithografien: Prometheia, 3 Kompositionen[20]
- 1906: Jahrhundertausstellung deutscher Kunst in Berlin – 2 Porträts: Selbstbildnis und Bildnis einer Dame in Schwarz – Abbildungen im Ausstellungskatalog (Digitalisat)
- 1909: Kunstverein in Hamburg[21]
- 1911: Ausstellung bemalter Wohnräume, Hamburg – Damenporträt[22]
- 1912: Ausstellung von Kunstwerken aus Altonaischem Privatbesitz und des Altonaer Künstlervereins, Donner-Schloss im Donners Park, Altona – Porträt Franz Johannes Baur (1825–1902), Sohn von Georg Friedrich Baur, Ölgemälde[23]
- 1913: Hamburger Bildnisse im Kunstverein in Hamburg – 7 Porträts: Carl Refardt, Oberalter Johann Christian Hinsch, Gustav Baur, Oberalter Johann Peter Schäffer, Pastor Berend Carl Roosen, Ludwig Heinrich Kunhardt, Bildnis eines Herrn – Abbildungen im Ausstellungskatalog S. 76–82 (Digitalisat)
- 1932: Hundert-Jahr-Ausstellung des Hamburger Künstlervereins von 1832 in der Hamburger Kunsthalle – 4 Ölgemälde (Porträts): Valentin Ruths, Hermann Wilhelm Soltau, Hermann Kauffmann und ein Selbstbildnis[24][25]
- 1935: Hamburger Bildnisse, Museum für Hamburgische Geschichte
- 1935: Früjahrausstellung des Hamburger Künstlervereins im Kunstverein in Hamburg[26]
- 2019: Hamburger Schule – Das 19. Jahrhundert neu entdeckt (12. April bis 14. Juli), Hamburger Kunsthalle – 3 Ölgemälde (Porträts): Johann Matthias Commeter, August Abendroth und Georg Ernst Harzen

## Werkverzeichnis (Auswahl)
Maße: Breite × Höhe
- 1841: Jesus Christus und Johannes der Täufer als Kinder, Radierung, Platte: 8,8 × 13,8 cm, Blatt: 10 × 15,3 cm – u. a. Philadelphia Museum of Art
- 1841 (ca.): Junger Jesus Christus und Johannes der Täufer umarmen sich, Radierung, Platte: 8,8 × 13,6 cm, Blatt: 10,2 × 15 cm – u. a. Philadelphia Museum of Art
- 184?: Der junge Johannes der Täufer in der Wildnis, Radierung, Platte: 10 × 15,8 cm, Blatt: 11,5 × 17,3 cm – u. a. Philadelphia Museum of Art
- 184?: Die Steinigung des Heiligen Stephanus, Radierung, Platte: 25,3 × 34,3 cm, Blatt: 33,2 × 45,7 cm – u. a. Philadelphia Museum of Art
- 184?: Heiliger Sebastian, Radierung, Platte: 12,8 × 24,1 cm, Blatt: 15,3 × 26,8 cm – u. a. Philadelphia Museum of Art
- 1843: Pietà, Öl auf Leinwand
- 1844: Johannes der Täufer schreibt, Radierung, Platte: 8,9 × 14,2 cm, Blatt: 10,3 × 15,7 cm – u. a. Philadelphia Museum of Art
- 1844: Grablegung Christi, Öl auf Leinwand
- 1846: Die Erziehung des Jupiter (auf dem Berge Ida auf Kreta), Öl auf Leinwand, 97 × 144 cm – Ausgestellt 1846 in Hamburg – 1861–1944 im Wallraf-Richartz-Museum,[27] dann verkauft. 2012 wurde das Gemälde bei Dorotheum für 55.200 Euro versteigert.[28]
- 1846: Porträt des Oberalten Johann Christian Hinsch – Ausgestellt 1913 in Hamburg
- 1847: Diana und Aktäon (Diana wird von Aktäon im Bade überrascht), Öl auf Leinwand, 185 × 132 cm – Ausgestellt 1847 in Hamburg – 1852 Geschenk des Senators Eduard Johns für die zukünftige Sammlung der Hamburger Kunsthalle
- 1847: Gemälde Raub des Hylas
- 1850: Dreiteiliges Altarbild mit den Teilen Apostel Petrus, Auferstehung Christi und Paulus, von denen nur noch die Teile mit Petrus und Paulus existieren – Hauptkirche Sankt Petri in Hamburg
- 1851: Porträt des Malers Ludwig Knaus, Öl auf Leinwand, 86 × 107 cm[29] – Vermächtnis Steinfurths an die Hamburger Kunsthalle
- 1854: Porträt des Oberalten Johann Peter Schäffer – Ausgestellt 1913 in Hamburg
- Vor 1860: Porträt Wilhelm Daniel Vivié als Kind (Sohn von Ernst Gottfried Vivié, in dessen Besitz sich 1898 noch das Bild befand)[30][31]
- Vor 1862: Porträt Hermann Wilhelm Soltau, Öl auf Leinwand, 47 × 57 cm[32] – Ausgestellt 1932 in Hamburg – Hamburger Kunsthalle
- 1862 (oder vorher): Sechs Bleistiftzeichnungen zu Prometheia – Ausgestellt 1867 in Wien – 1862 erschienen als Lithografien
- 1863: Die zwölf Apostel auf sechs Blättern, Lithografien
- Vor 1864: Selbstporträt, 54,5 × 66,5 cm[33] – 1863 Geschenk vom Hamburger Künstlerverein an die Hamburger Kunsthalle
- Vor 1865: Porträt einer Dame (in Schwarz), 48 × 58 cm – 1906 ausgestellt in Berlin – 1895 erworben von der Hamburger Kunsthalle
- Vor 1868: Porträt August Abendroth, Öl auf Leinwand, 96 × 119 cm[34] – Geschenk von Otto Berkefeld an die Hamburger Kunsthalle (Inv.-Nr. HK-1786)
- Vor 1871: Porträt des Hauptpastoren Gustav Baur – Ausgestellt 1913 in Hamburg – Hauptkirche Sankt Jacobi in Hamburg
- 1871: Porträt Beer Carl Heine, Öl auf Leinwand, 95,5 × 129 cm[35] – Auftragsarbeit für die Hamburger Kunsthalle (Inv. Nr.: HK-1787)
- 1871: Porträt Georg Ernst Harzen (Kunsthändler (Galerie Commeter) und Förderer der Hamburger Kunsthalle), posthum nach einem Foto, Öl auf Leinwand, 94,5 × 114,5 cm – Auftragsarbeit für die Hamburger Kunsthalle (Inv.-Nr. HK-1785)
- Vor 1872: Porträt Carl Refardt – Ausgestellt 1913 in Hamburg
- Vor 1872: Porträt Ludwig Heinrich Kunhardt – Ausgestellt 1913 in Hamburg
- Vor 1873: Porträt Christian Petersen – Staats- und Universitätsbibliothek Hamburg
- 1874: Skizzenblatt mit zahlreichen flüchtigen Kinderakten auf beiden Seiten, Bleistift, 52 × 35 cm – Ehemals in Sammlung Arnold Otto Meyer[36]
- 1876: Porträt Johann Matthias Commeter (Galerie Commeter), Kopie eines Gemäldes von Robert Schneider aus dem Jahre 1852, Öl auf Leinwand, 62,8 × 77 cm[37] – Auftragsarbeit für die Hamburger Kunsthalle (Inv.-Nr. HK-1784)
- 1879: Porträt des Malers Hermann Kauffmann (im Alter von 70 Jahren), Öl auf Leinwand, 60 × 75 cm – Ausgestellt 1879 in Berlin und 1932 in Hamburg – 1879 Geschenk Steinfurths an die Hamburger Kunsthalle
- 18??: Porträt des Malers Valentin Ruths, Öl auf Leinwand, 54,5 × 66,5 cm[38] – Ausgestellt 1932 in Hamburg – 1893 Geschenk Ruths an die Hamburger Kunsthalle
- 18??: Selbstporträt, 37 × 46 cm – 1906 ausgestellt in Berlin und 1932 in Hamburg – Hamburger Kunsthalle
- 18??: Porträt des Pastors Berend Carl Roosen – Ausgestellt 1913 in Hamburg
- 18??: Porträt des Pastors Gotthard Ritter (St.-Petri-Kirche), Öl auf Leinwand, 95 × 140 cm
- 18??: Porträt eines Herrn – Ausgestellt 1913 in Hamburg
- 18??: Porträt des Bürgermeisters Hermann Anthony Cornelius Weber
- 18??: Prometheia, 3 Kompositionen (Lithografien) – Ausgestellt 1893 in Wien
- 18??: Porträt eines Herrn, Öl auf Leinwand, 39,4 × 47 cm[39]
- 18??: Porträt Eduard Heinichen. Von dem Porträt existieren auch Grafiken, die von Otto Speckter angefertigt wurden.[40]
- 18??: Badende Kinder, Zeichnung und heliografische Reproduktion
- 18??: Der Tartaros, Öl auf Leinwand, 107,5 × 74 cm – Vermächtnis Steinfurths an die Hamburger Kunsthalle[41]
- 18??: Der Tartaros, Bleistiftzeichnung, 101 × 69 cm
- 18??: Eos entführt Tithonos, Öl auf Leinwand, 197 × 267 cm – Vermächtnis Steinfurths an die Hamburger Kunsthalle
- 18??: Bacchanten, Öl auf Holz, 37 × 22 cm – Vermächtnis Steinfurths an die Hamburger Kunsthalle
- 18??: Federzeichnung Großes Bachanal, in der Mitte Bacchus, 50,3 × 31,2 cm – Ehemals im Museum für Hamburgische Geschichte und in Sammlung Arnold Otto Meyer[36]
- 18??: Federzeichnung Mythologische Szene, 35,5 × 29 cm – Ehemals im Museum für Hamburgische Geschichte und in Sammlung Arnold Otto Meyer[36]
- 18??: Die Bekehrung des Heiligen Paulus, Grafiken, 4 Blätter[42]
- 18??: Wandmalereien auf Schieferplatten in der Villa von Eduard Behrens (Vater von Theodor Behrens): Nackte Figuren in ornamentaler Haltung und Umrahmung nach klassischem Schema
- 18??: Schlafende Venus und Amor (auch unpassenderweise Luna und Endymion), Öl auf Leinwand, 47 × 39,5 cm – Hermann Steinfurth zugeschrieben. 2012 wurde das Gemälde bei Van Ham Kunstauktionen für 1.935 Euro versteigert.[43]
- 18??: Porträt der Mutter des Künstlers, Öl auf Leinwand, 40,5 × 47,5 cm – Gehörte ehemals zum Bestand der Hamburger Kunsthalle[44]
- 18??: Porträt Johannes Amsinck
- 18??: Porträt Johann Matthias Commeter

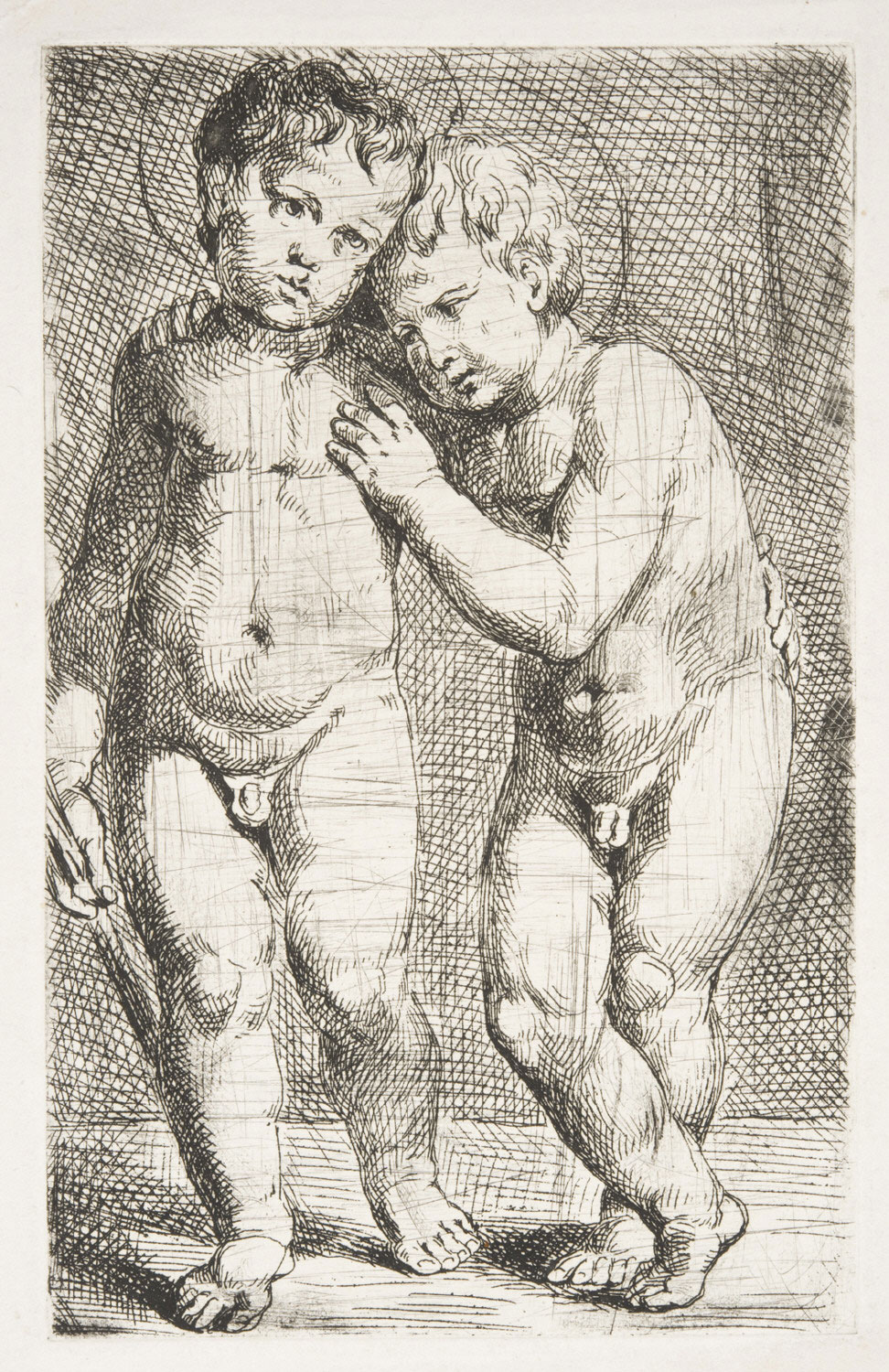
Jesus Christus und Johannes der Täufer als Kinder, Radierung, 1841, Philadelphia Museum of Art
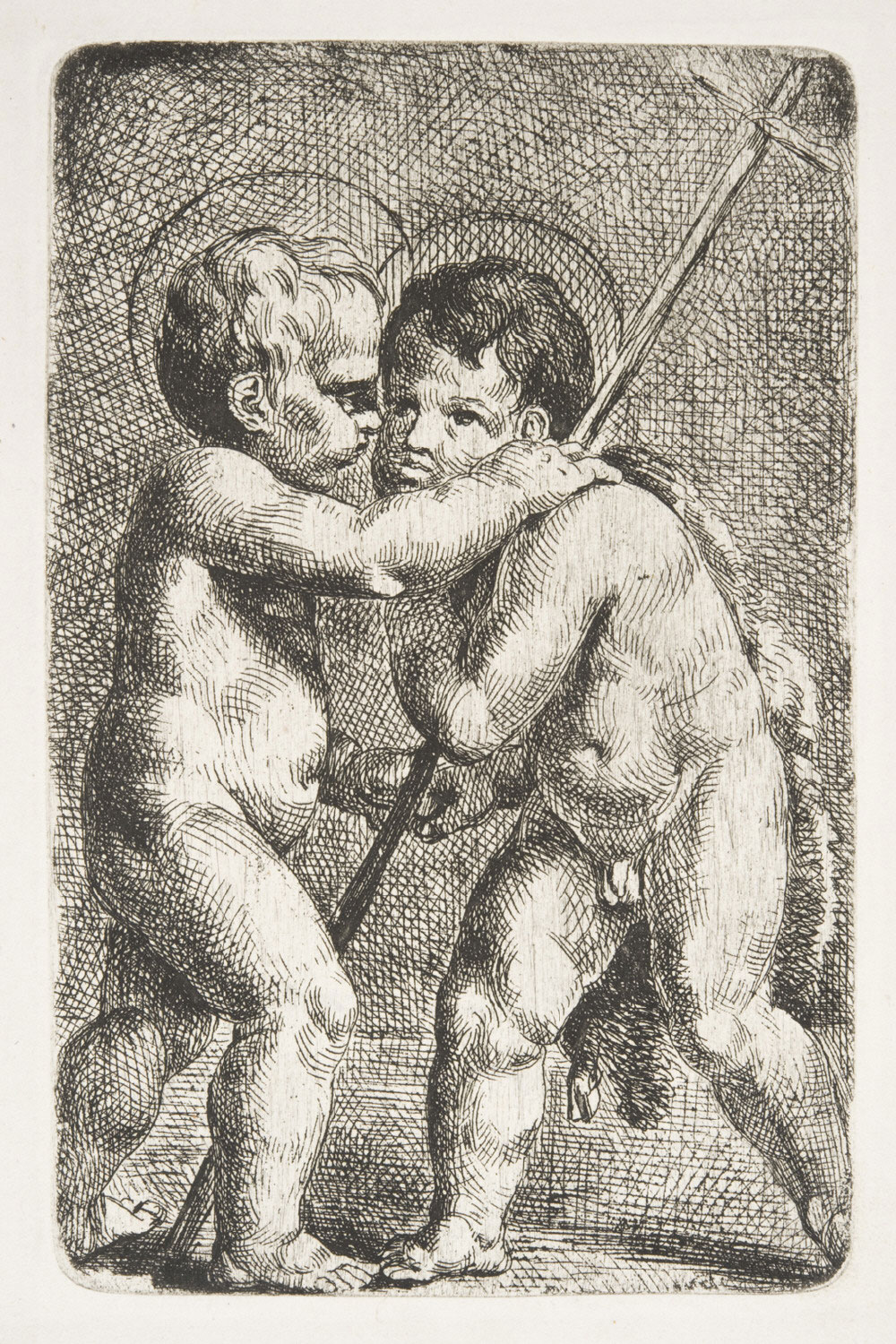
Junger Jesus Christus und Johannes der Täufer umarmen sich, Radierung, ca. 1841, Philadelphia Museum of Art
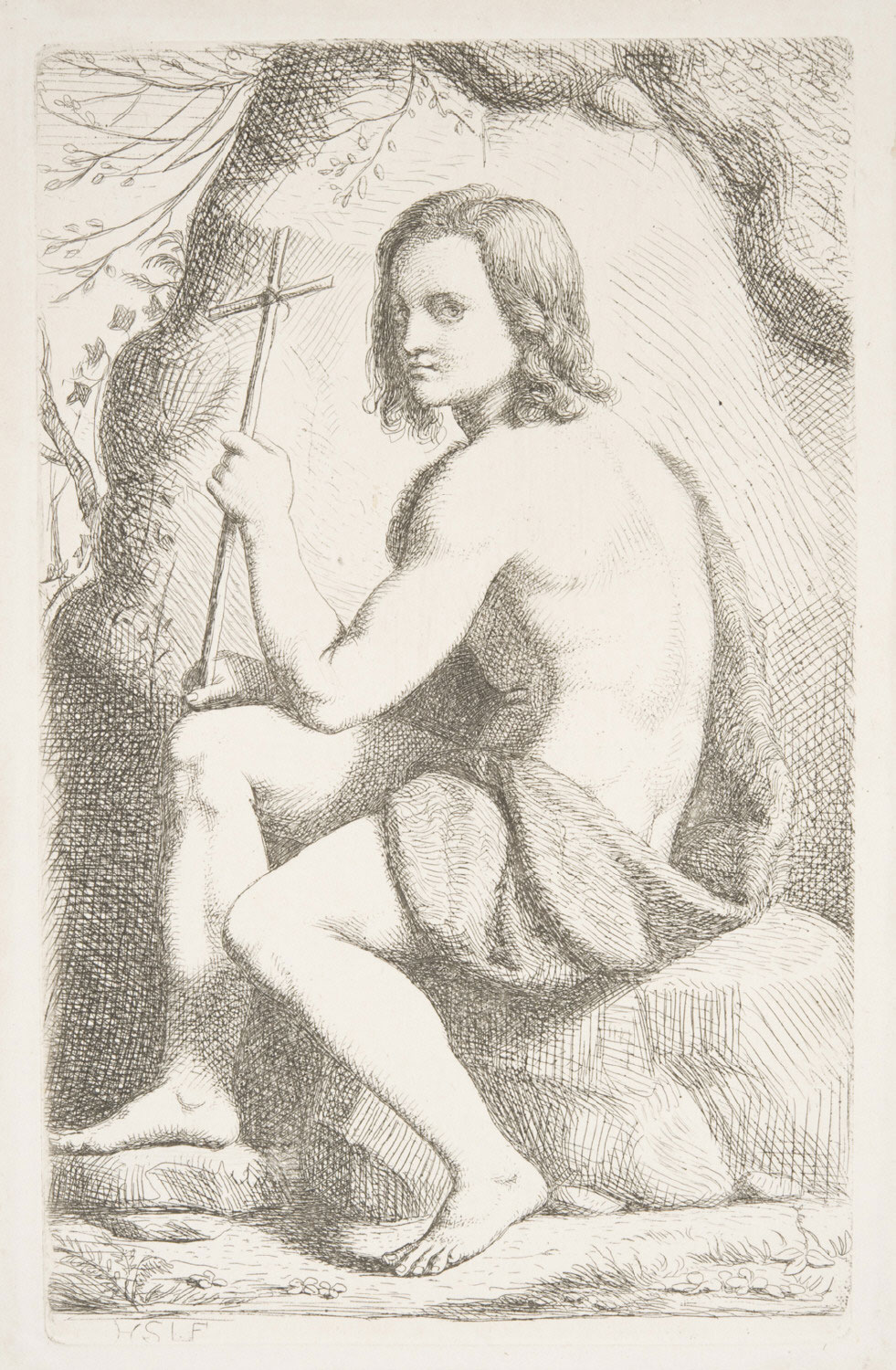
Der junge Johannes der Täufer in der Wildnis, Radierung, 184?, Philadelphia Museum of Art
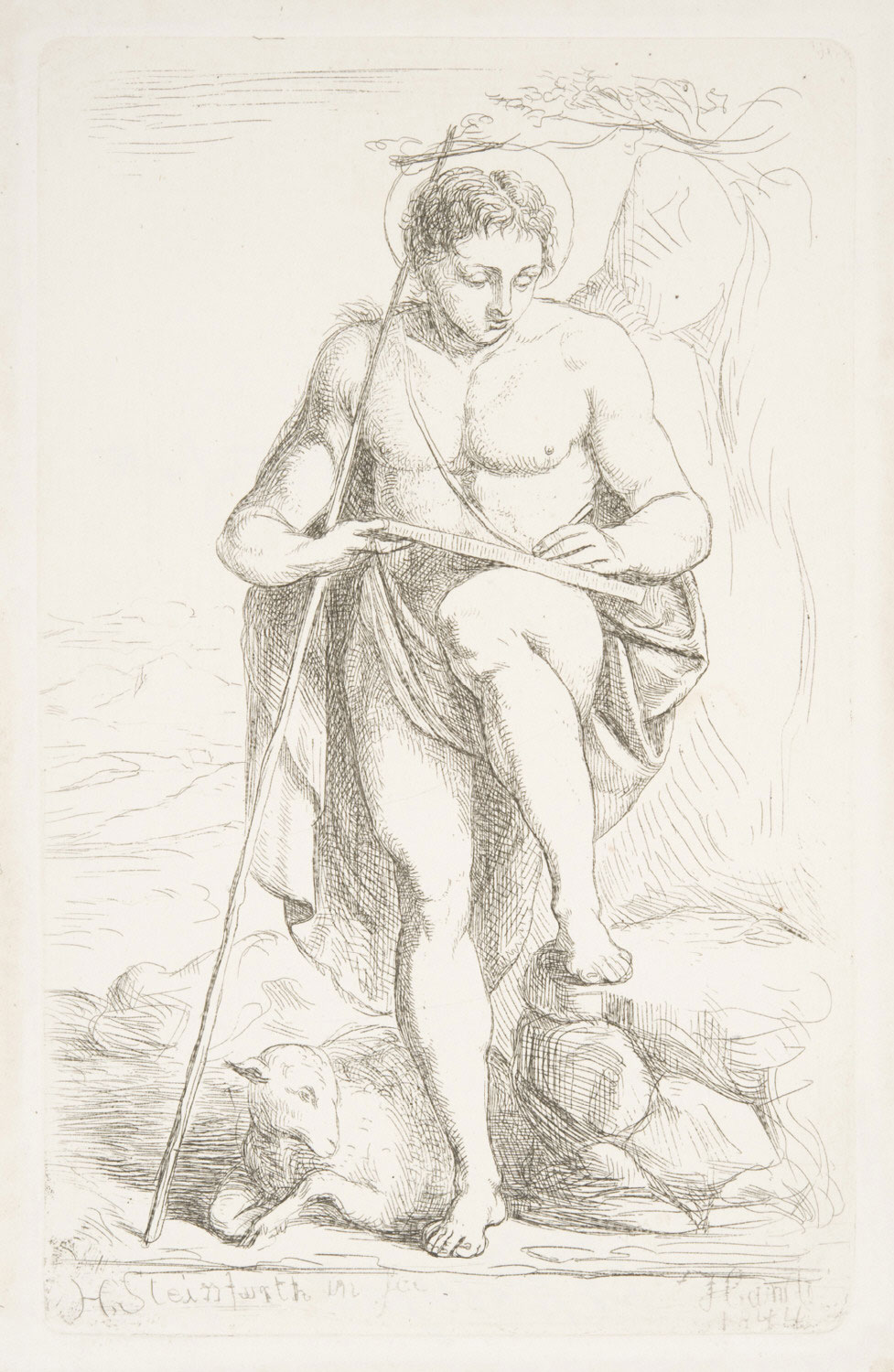
Johannes der Täufer schreibt, Radierung, 1844, Philadelphia Museum of Art
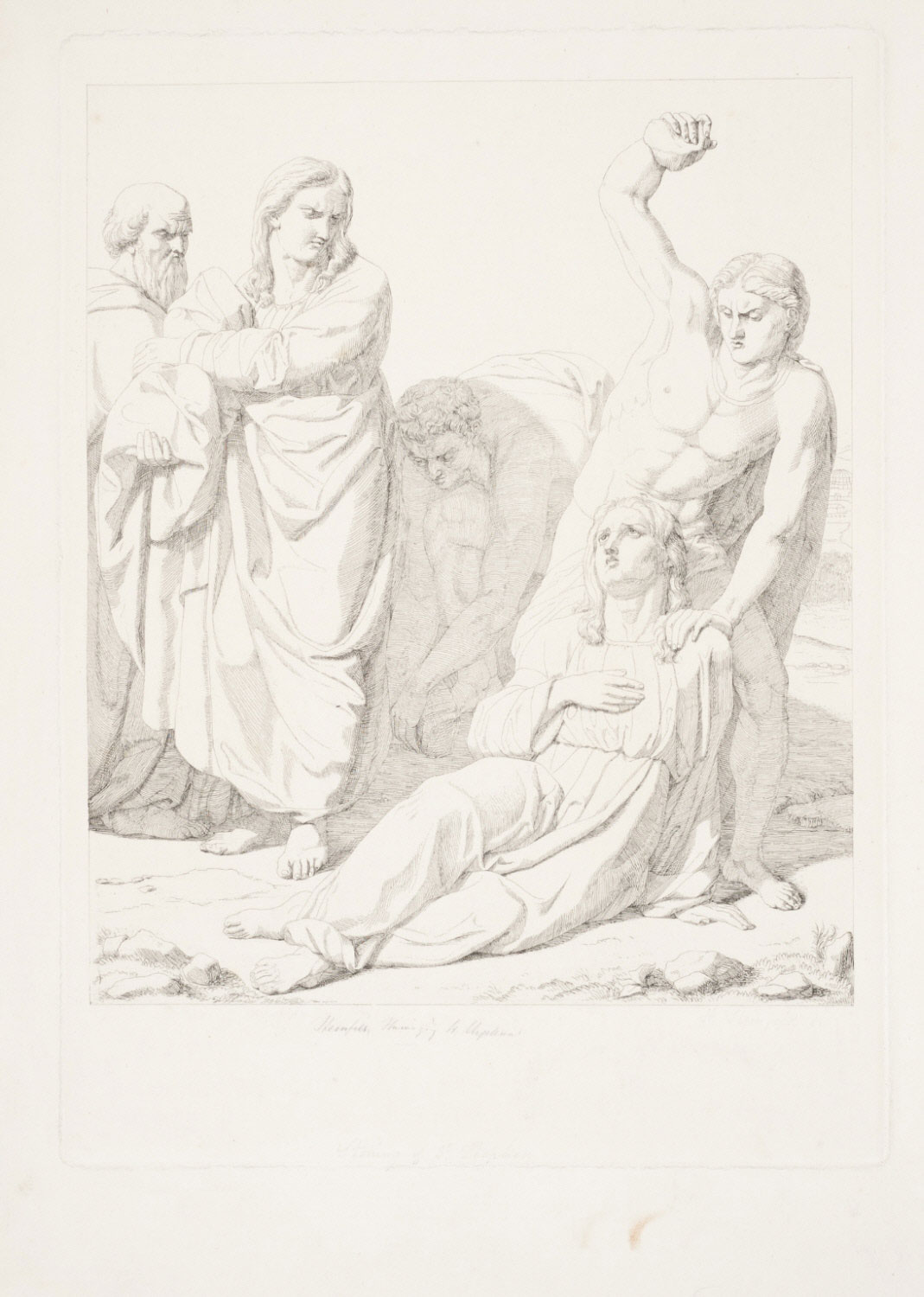
Die Steinigung des Heiligen Stephanus, Radierung, 184?, Philadelphia Museum of Art
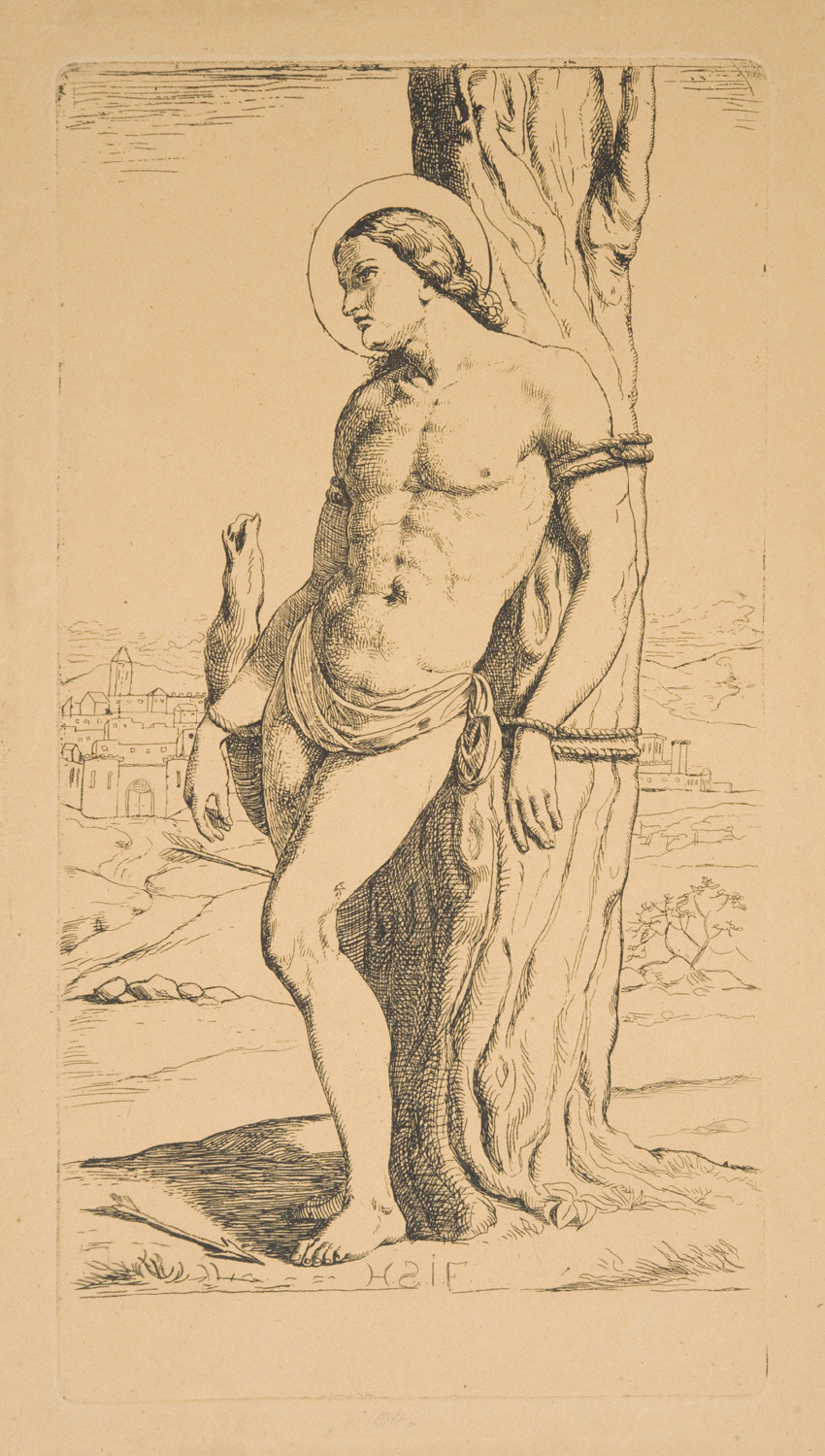
Heiliger Sebastian, Radierung, 184?, Philadelphia Museum of Art